# Wolof (langue)
Cet article concerne la langue du Sénégal et de Mauritanie. Pour la langue de Gambie, voir wolof gambien. Pour le peuple, voir Wolofs.
Pour les articles homonymes, voir Wolof.
Le wolof est une langue parlée au Sénégal, en Gambie et en Mauritanie. C'est une langue sénégambienne appartenant à la branche des langues atlantiques .Le wolof, langue issue de l’ethnie wolof, est la plus parlée au Sénégal, avec près de 80% de la population l’utilisant. Les Wolofs représentent environ 43% de la population sénégalaise.

## Distribution

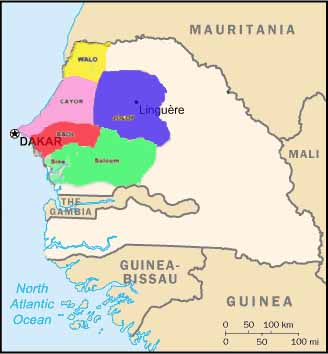
États de l'Empire wolof, sur la carte de l'actuel Sénégal.

Le wolof possède le statut de langue nationale au Sénégal, en Mauritanie et en Gambie. Il est compris par près de 90 % de la population du Sénégal alors que les Wolofs représentent moins de la moitié des habitants du pays. Il joue ainsi un rôle de langue véhiculaire interethnique. 13 % des locuteurs parlent cette langue en Gambie, soit trois points de plus que l'ethnie du même nom[pas clair]. En Mauritanie, environ 22 % de locuteurs sont estimés[pas clair], principalement à Nouakchott et dans la région du fleuve Sénégal. Des communautés wolofones sont établies dans d'autres pays d'Afrique occidentale comme la Guinée et le Mali. En outre, le wolof sert de langue de communication dans la diaspora en Europe et aux États-Unis. Une étude statistique de 1975 montrait que la grande majorité de la population la parlait comme première, deuxième ou troisième langue.
Les variétés dialectales du Sénégal correspondent en partie à la localisation d'anciens royaumes, ne posent pas de problèmes d'intercompréhension, à l'exception du parler lébou.

## Histoire de l'étude du wolof
Les premiers ouvrages écrits de grammaire et de lexicologie du wolof sont élaborés au début du XIXe siècle par des colons. L'instituteur français Jean Dard publie le premier dictionnaire français-wolof en 1825 puis une grammaire l'année suivante. Son but est essentiellement pédagogique et destiné à faciliter l’écriture, alors que la grammaire du gouverneur Jacques François Roger, parue en 1859, vise à saisir la logique profonde de cette langue. Ces deux travaux initient l'étude systématique de la grammaire wolof. Toutefois, il existe des compilations lexicales antérieures, comme celles du missionnaire écossais John Hill, présent à Gorée en 1807 et auteur de quatre vocabulaires, qui n'offrent cependant aucune explication de la syntaxe
Six ans après son installation en France en 1858, David Boilat, prêtre catholique franco-sénégalais, auteur de nombreux ouvrages illustrés sur les cultures du Sénégal, publie une Grammaire de la langue woloffe qui reçoit le prix Volney de l'Institut de France. Arrivé au Sénégal en 1852, le militaire et homme politique français Louis Faidherbe publie un lexique français d'environ 1 500 mots en 1864, avec leur traduction en wolof, en soninké et en peul. Il note l’« impureté » du wolof parlé à Saint-Louis, mâtiné de nombreux emprunts à la langue française. En 1943, l'homme politique sénégalais Armand-Pierre Angrand publie un manuel français-wolof, qui ne prétend pas être un travail de linguiste mais une introduction à la langue.

## Description
Le wolof a longtemps été écrit avec un alphabet arabe complété appelé wolofal. Cette écriture reste parfois utilisée par des textes religieux, mais le wolof utilise désormais l'alphabet latin avec des conventions particulières pour respecter les sons particuliers du wolof.

## Système de numération
Le système de numération wolof est décimal mais utilise un système quinaire auxiliaire. Par exemple, vingt-six s'écrit « ñaar fukk ak juróom benn » en wolof (« deux [fois] dix et cinq [et] un » : (2×10) + 5 + 1 = 26).
Juroom (5), juroom been (6=5+1), juroom ñaar (7=5+2), juroom ñat (8=5+3), juroom ñeent (5+4)

## Alphabet et prononciation

### Alphabet latin de wolof
| A | B | C | D | E | Ë | F | G | I | J | K | L | M | N | Ñ | Ŋ | O | P | Q | R | S | T | U | W | X | Y |
| a | b | c | d | e | ë | f | g | i | j | k | l | m | n | ñ | ŋ | o | p | q | r | s | t | u | w | x | y |

Contrairement à la plupart des langues africaines mais à l'image du peul, le wolof n'est pas une langue à tons.
Dans l'orthographe du wolof, une suite de deux voyelles identiques correspond à une voyelle longue. Le à correspond à un aa (a long) devant une prénasalisée ou une géminée.

### Alphabet wolofal
L'alphabet wolofal a été standardisé en 1990 dans une directive de la Direction de la promotion des langues nationales (DLPN), dans le contexte des efforts du ministère sénégalais de l'Éducation. Environ 20 000 personnes, pour la plupart des enseignants et des élèves des écoles islamiques, ont appris cet alphabet,.
L'alphabet wolof est composé de 23 lettres. Les lettres comme "ص" et "ث" qui sont utilisées en arabe, n'existent pas en langue wolof. Dans cet alphabet, il y a aussi des digrammes avec le meem "م" et noon "ن" pour montrer les consonnes pré-nasales (comme "مبـ" (mb-), "نجـ" (nj-)).
L'alphabet wolof comprend également 9 signes diacritiques pour représenter les voyelles (alors que l'arabe et le persan n'ont que 3 signes diacritiques). Les voyelles peuvent aussi être courtes ou longues. Les voyelles longues sont écrites avec une combinaison de neuf signes diacritiques et l'une des lettres alif (ا), waw (و) ou yeh (ي).
Dans l'écriture vélophale, il est obligatoire de montrer tous les signes diacritiques, y compris les signes diacritiques de voyelle nulle (◌ْ) et de gémination (tachdid) (◌ّ). La signification des mots peut être modifiée par signes diacritiques de voyelle nulle ou de gémination. Par exemple, le mot "دَگْ" (en latin dag) signifie serviteur royal, et le mot "دَگّ" (en latin dagg) signifie couper.
| Nom      | Formes | Formes | Formes  | Formes   | Son représenté | Équivalent en latin | Example   | Example     | Remarques |
| Nom      | Isolée | Finale | Médiale | Initiale | Son représenté | Équivalent en latin | Wolofal   | Latin       | Remarques |
| -------- | ------ | ------ | ------- | -------- | -------------- | ------------------- | --------- | ----------- | --- |
| alif اَلِف‎ | ا‎      | ـا‎     | ـا‎      | ا‎        | [a]            | - / a               | اِتَمْ‎ گَالْ‎   | itam gaal   | - Le alif a deux fonctions : la première est de servir comme un porteur des signes diacritiques de voyelle au début des mots, et la deuxième est d'indiquer la voyelle longue "-aa".                                           |
| beh بࣹهْ‎   | ب‎      | ـب‎     | ـبـ‎     | بـ‎       | [b]            | b                   | بَاخْ‎       | baax        | |
| peh ݒࣹهْ‎   | ݒ‎      | ـݒ‎     | ـݒـ‎     | ݒـ‎       | [p]            | p                   | ݒࣹݒّ‎        | pepp        | - Lettre non trouvée en arabe. - Alternatives obsolètes : پ, ݑ‎ |
| teh تࣹهْ‎   | ت‎      | ـت‎     | ـتـ‎     | تـ‎       | [teh]          | t                   | تَارْ‎       | taar        | |
| ceh ݖࣹهْ‎   | ݖ‎      | ـݖ‎     | ـݖـ‎     | ݖـ‎       | [c]            | c                   | ݖَابِ‎       | caabi       | - Lettre non trouvée en arabe. - Alternatives obsolètes : چ, ࣅ‎ |
| jeem جࣹيمْ‎ | ج‎      | ـج‎     | ـجـ‎     | جـ‎       | [dʒ]           | j                   | جَايْ‎       | jaay        | |
| xah خَهْ‎   | خ‎      | ـخ‎     | ـخـ‎     | خـ‎       | [x]            | x                   | خَمْ‎        | xam         | |
| dal دَلْ‎   | د‎      | ـد‎     | ـد‎      | د‎        | [d]            | d                   | دَانُ‎       | daanu       | |
| reh رࣹهْ‎   | ر‎      | ـر‎     | ـر‎      | ر‎        | [r]            | r                   | رَاس‎       | raas        | |
| seen سࣹينْ‎ | س‎      | ـس‎     | ـسـ‎     | سـ‎       | [s]            | s                   | سَنتْ‎       | sant        | |
| ayn عَيْنْ‎  | ع‎      | ـع‎     | ـعـ‎     | عـ‎       | -              | -                   | اِسْرَعࣹلْ‎ دࣴعࣴلْ‎ | Israel dëel | - Lettre ayn sert à écrire de séquences de voyelles et de syllabes commençant par des voyelles au milieu d'un mot. - La lettre aussi sert à indiquer la voyelle longue "ëe", où "ayn" est écrit avec la voyelle diacritique ◌ࣴ‎. |
| ŋoon ݝࣷونْ‎ | ݝ‎      | ـݝ‎     | ـݝـ‎     | ݝـ‎       | [ŋ]            | ŋ                   | ݝَامْ‎       | ŋaam        | - Lettre non trouvée en arabe. - Alternatives obsolètes : ݤ ,ڭ‎ |
| feh فࣹهْ‎   | ف‎      | ـف‎     | ـفـ‎     | فـ‎       | [ɸ]            | f                   | فَارْ‎       | faar        | |
| qaf قَفْ‎   | ق‎      | ـق‎     | ـقـ‎     | قـ‎       | [q]            | q                   | نَقَرْ‎       | naqar       | |
| kaf کَفْ‎   | ک‎      | ـک‎     | ـکـ‎     | کـ‎       | [k]            | k                   | کَانِ‎       | kaani       | |
| geh گࣹهْ‎   | گ‎      | ـگ‎     | ـگـ‎     | گـ‎       | [g]            | g                   | گَالْ‎       | gaal        | - Lettre non trouvée en arabe. - Alternatives obsolètes : ڭ‎ |
| lam لَمْ‎   | ل‎      | ـل‎     | ـلـ‎     | لـ‎       | [l]            | l                   | لَجّ‎        | lajj        | |
| meem مࣹيمْ‎ | م‎      | ـم‎     | ـمـ‎     | مـ‎       | [m]            | m                   | مَامْ‎ مبَارْ‎  | maam mbaar  | - La lettre est utilisée soit comme sa propre consonne indépendante, soit comme l'une des lettres composantes d'un digramme en consonnes prénasalisées.                                                                        |
| noon نࣷونْ‎ | ن‎      | ـن‎     | ـنـ‎     | نـ‎       | [n]            | n                   | نَانْ‎ نجࣷولْ‎  | naan njool  | - La lettre est utilisée soit comme sa propre consonne indépendante, soit comme l'une des lettres composantes d'un digramme en consonnes prénasalisées.                                                                        |
| ñoon ݧࣷونْ‎ | ݧ‎      | ـݧ‎     | ـݧـ‎     | ݧـ‎       | [ɲ]            | ñ                   | ݧَانْ‎       | ñaan        | - Lettre non trouvée en arabe. - Alternatives obsolètes : چ, ࣅ‎ |
| waw وَوْ‎   | و‎      | ـو‎     | ـو‎      | و‎        | [w]            | w                   | وَاوْ‎ بُورْ‎   | waaw buur   | - Le waw a deux fonctions : la première est de servir comme sa propre consonne ayant le son [w], et la deuxième est d'indiquer les voyelles longues "-oo" "-óó", et "uu".                                                      |
| heh هࣹهْ‎   | ه‎      | ـه‎     | ـهـ‎     | هـ‎       | [h]            | h                   | اَهَکَايْ‎     | ahakaay     | |
| yeh يࣹهْ‎   | ي‎      | ـي‎     | ـيـ‎     | يـ‎       | [j]            | y                   | يَايْ‎ نجِيتْ‎  | yaay njiit  | - Le yeh a deux fonctions : la première est de servir comme sa propre consonne ayant le son [j], et la deuxième est d'indiquer les voyelles longues "-ee" "-éé", et "ii".                                                      |

| Voyelles courtes en début de mots            | Voyelles courtes en début de mots | Voyelles courtes en début de mots | Voyelles courtes en début de mots | Voyelles courtes en début de mots | Voyelles courtes en début de mots | Voyelles courtes en début de mots | Voyelles courtes en début de mots | Voyelles courtes en début de mots |
| A                                            | À                                 | Ë                                 | E                                 | É                                 | I                                 | O                                 | Ó                                 | U                                 |
| -------------------------------------------- | --------------------------------- | --------------------------------- | --------------------------------- | --------------------------------- | --------------------------------- | --------------------------------- | --------------------------------- | --------------------------------- |
| اَ‎                                            | اࣵ‎                                 | اࣴ‎                                 | اࣹ‎                                 | اࣺ‎                                 | اِ‎                                 | اࣷ‎                                 | اࣸ‎                                 | اُ‎                                 |
| Diacritiques des voyelles courtes            |                                   |                                   |                                   |                                   |                                   |                                   |                                   |                                   |
| a                                            | à                                 | ë                                 | e                                 | é                                 | i                                 | o                                 | ó                                 | u                                 |
| ◌َ‎                                            | ◌ࣵ‎                                 | ◌ࣴ‎                                 | ◌ࣹ‎                                 | ◌ࣺ‎                                 | ◌ِ‎                                 | ◌ࣷ‎                                 | ◌ࣸ‎                                 | ◌ُ‎                                 |
| Voyelles longues en début de mots            |                                   |                                   |                                   |                                   |                                   |                                   |                                   |                                   |
| Aa                                           | -                                 | Ëe                                | Ee                                | Ée                                | Ii                                | Oo                                | Óo                                | U                                 |
| آ‎                                            | -                                 | اࣴعࣴـ / اࣴعࣴ‎                          | اࣹيـ / اࣹي‎                          | اࣺيـ / اࣺي‎                          | اِيـ / اِي‎                          | اࣷو‎                                | اࣸو‎                                | اُو‎                                |
| Diacritiques et lettres des voyelles longues |                                   |                                   |                                   |                                   |                                   |                                   |                                   |                                   |
| aa                                           | -                                 | ëe                                | ee                                | ée                                | ii                                | oo                                | óo                                | u                                 |
| ◌َا‎                                           | -                                 | ◌ࣴعࣴـ / ◌ࣴعࣴ‎                          | ◌ࣹيـ / ◌ࣹي‎                          | ◌ࣺيـ / ◌ࣺي‎                          | ◌ِيـ / ◌ِي‎                          | ◌ࣷو‎                                | ◌ࣸو‎                                | ◌ُو‎                                |

### Consonnes
|               | Bilabiale   | Labio- dentale | Labio- vélaire | Alvéolaire      | Palatale        | Vélaire         | Uvulaire |
| ------------- | ----------- | -------------- | -------------- | --------------- | --------------- | --------------- | -------- |
| Occlusive     | p (p) b (b) |                |                | t (t) d (d)     | c (c) ɟ (j)     | k (k) g (g)     | q (q)    |
| Nasale        | m (m)       |                |                | n (n)           | ɲ (ñ)           | ŋ (ŋ)           |          |
| Prénasalisées | m̩b (mb)     |                |                | n̩t (nt) n̩d (nd) | ɲc (nc) ɲɟ (nj) | ŋ̍k (nk) ŋ̍g (ng) | ɴq (nq)  |
| Roulée        |             |                |                | r (r)           |                 |                 |          |
| Fricative     |             | f (f)          |                | s (s)           |                 | x~χ (x)         |          |
| Spirante      |             |                | w (w)          |                 | j (y)           |                 |          |
| Latérale      |             |                |                | l (l)           |                 |                 |          |

Dans l'orthographe du wolof, une suite de deux consonnes identiques correspond à une géminée. Toutes les occlusives, nasales et latérales peuvent être géminées. Il faut cependant noter que le q est toujours géminé bien que noté comme une consonne simple.

### Voyelles
|            | Antérieure | Centrale | Postérieure |
| ---------- | ---------- | -------- | ----------- |
| Fermée     | i (i)      |          | u (u)       |
| Mi-fermée  | e (é)      |          | o (ó)       |
| Moyenne    |            | ə (ë)    |             |
| Mi-ouverte | ɛ (e)      |          | ɔ (o)       |
| Ouverte    |            | a (a)    |             |

## Exemples

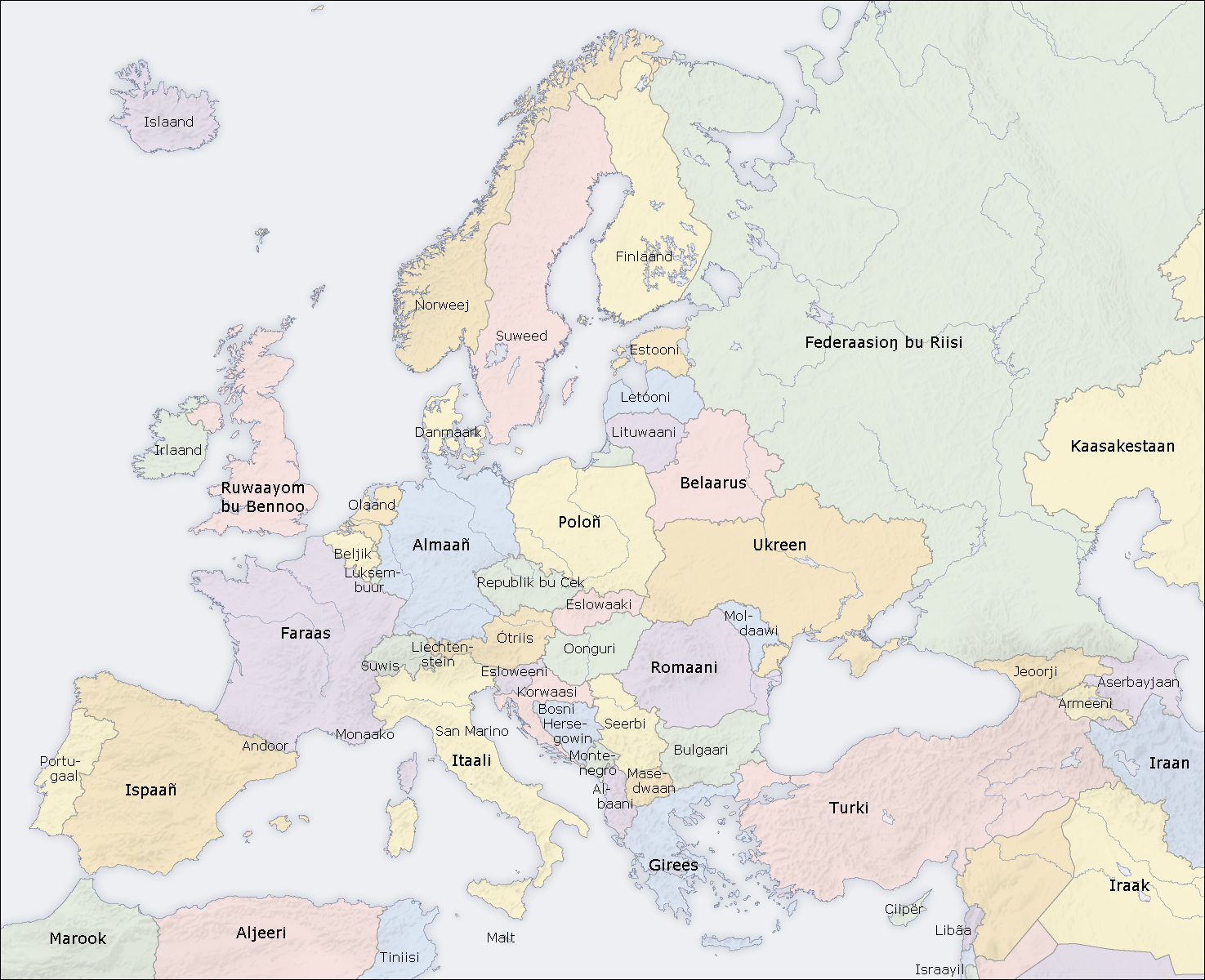
Pays d'Europe en wolof

Pour écouter la prononciation des mots wolof cliquez ici
| Mot              | Traduction                     | Prononciation standard (en API) |
| ---------------- | ------------------------------ | ------------------------------- |
| sable            | suuf                           | su:f                            |
| ciel             | asamaan                        | asama:n                         |
| eau              | ndox                           | n͜dɔx                            |
| feu              | safara                         | safara                          |
| homme            | gόor                           | go:r                            |
| femme            | jigéen                         | ɟige:n                          |
| manger           | lekk                           | lɛkk                            |
| pain             | mburu                          | m͜buru                           |
| coureur de jupon | say-say                        | sajsaj                          |
| boire            | naan                           | na:n                            |
| grand            | mag                            | mak                             |
| petit            | tuuti                          | tu:ti                           |
| toilettes        | wanag                          | wanak                           |
| nuit             | guddi                          | guddi                           |
| jour             | bés (nombre) ou bëccëg (durée) | bes / bəccək                    |

| Français                                 | Wolof                                        | Traduction littérale                 | Prononciation standard (en API)    |
| ---------------------------------------- | -------------------------------------------- | ------------------------------------ | ---------------------------------- |
| Comment vas-tu ?                         | Na nga def ?                                 | Comment tu fais ?                    | nan͜gadɛf                           |
| Je vais bien.                            | Maa ngi fi (rekk).                           | Je suis là (seulement).              | ma:n͜gifirɛkk                       |
| Tu vas bien ?                            | Yaa ngi ci jàmm ?                            | Tu es dans la paix ?                 | ja:n͜giciɟa:mm                      |
| Très bien, Dieu merci.                   | Jàmm rekk, Alxamdulilaay.                    | La paix seulement, grâce à Dieu.     | ɟa:mmrɛkkalxamdulila:j             |
| Comment va la famille ?                  | Naka sa waa kër ?                            | Comment est ta maisonnée ?           |                                    |
| Elle va bien.                            | Mu ngi ci jàmm.                              | Elle est dans la paix.               | mun͜giciɟa:mm                       |
| Y a-t-il du pain ?                       | Ndax mburu am na ?                           | Est-ce que pain il y a ?             | n͜daxm͜buruamna                      |
| Il y en a.                               | Am na.                                       | Il y a.                              | amna                               |
| Il n'y en a pas.                         | Amul.                                        | Il y a en pas.                       | amul                               |
| Combien ?                                | Ñaata la ?                                   |                                      | ɲa:ta la                           |
| C'est cher.                              | Dafa seer/jafe.                              | C'est cher/dur.                      | dafasɛ:r / dafaɟafɛ                |
| Réduisez le prix.                        | Wàññi ko.                                    | Diminue le.                          | wa:ɲɲikɔ                           |
| Merci.                                   | Jërëjëf.                                     |                                      | ɟərəɟəf                            |
| De rien.                                 | Ñoo ko bokk.                                 | Nous le partageons.                  | ɲɔ:kɔbɔkk                          |
| Oui                                      | Waaw                                         |                                      | wa:w                               |
| Non                                      | Déedéet                                      |                                      | de:de:t                            |
| J'ai faim.                               | Dama xiif.                                   |                                      | damaxi:f                           |
| J'ai soif.                               | Dama mar.                                    |                                      | damamar                            |
| Je suis fatigué(e).                      | Dama sonn.                                   |                                      | damasɔnn                           |
| Avez-vous bien dormi ?                   | Jàmm nga fanaan ?                            | Avez-vous passé(e) la nuit en paix ? | ɟa:mmn͜gafana:n                     |
| Très bien, merci.                        | Jàmm rekk, alxamdulilaay.                    | La paix seulement, grâce à Dieu      | ɟa:mmrɛkkalxamdulila:j             |
| Bonjour. Comment allez-vous ? (le matin) | Naka suba ci ?                               | Comment va le matin ?                | nakasubasi                         |
| Ça va bien. (le matin)                   | Suba saa ngi nii (rekk).                     | Le matin est là (seulement).         | subasa:n͜gini:                      |
| À tout à l'heure.                        | Ba ci kanam.                                 |                                      | bacikanam                          |
| À la prochaine.                          | Ba beneen (yoon).                            |                                      | babɛnɛ:n                           |
| Allez en paix.                           | Jàmm ag jàmm.                                | Paix et paix.                        | ɟa:mmakɟa:mm                       |
| J'ai assez mangé, merci.                 | Suur naa, jërëjëf.                           |                                      | su:rna:ɟərəɟəf                     |
| Mon ami                                  | Sama xarit                                   |                                      | samaxarit                          |
| Je voudrais manger du riz au poisson.    | Dama bëgg lekk ceebu jën.                    |                                      | damabəgglɛkkcɛ:buɟen               |
| Je voudrais boire de l'eau.              | Dama bëgg naan ndox.                         |                                      | damabəggna:n͜dɔx                    |
| Demain                                   | Suba                                         |                                      | suba                               |
| À demain.                                | Ba suba.                                     |                                      | basuba                             |
| Si Dieu le veut.                         | Bu soobee Yàlla.                             | S'il plaît à Dieu.                   | busɔ:bɛja:lla                      |
| Je t'aime.                               | Nob naa la. ou Dama la nob. ou Dama la bëgg. |                                      | nɔpnala ou damalanɔp ou damalabəgg |
| Laisse moi.                              | Bàyyi ma.                                    |                                      | ba:jjima                           |
| Pardonne moi, excuse moi.                | Baal ma.                                     |                                      | ba:lma                             |
| C'est quoi ça ?                          | Lii lan la ?                                 |                                      | lilanla                            |
| Qu'est ce que tu fais ?                  | Looy def ?                                   |                                      |                                    |

## Emprunts linguistiques
La pénétration de l'islam au Sénégal explique l'influence de la langue arabe sur le wolof, qui lui emprunte notamment son vocabulaire religieux. Le français a également eu une influence avec la colonisation et la scolarisation dans cette langue. Si l'origine francophone de certains termes est transparente, comme l'illustrent les mots « oto » ou « almet », d'autres cas sont plus surprenants, comme « fok nga » pour « il faut que tu ». Quelques mots sont d'origine berbère, le fameux « tabaski » du berbère tafaska signifiant la fête musulmane du mouton, en est un exemple.

## Culture en langue wolof

### Littérature
Une traduction en wolof du Nouveau Testament a été publiée en 1987 et a connu une seconde édition en 2004, légèrement corrigée en 2008.
L'écrivain sénégalais Boubacar Boris Diop publie son roman Doomi Golo en wolof en 2002. Il en donne une traduction libre en français sous le titre Les Petits de la guenon en 2009.
Dans son quatrième livre, La Porte du voyage sans retour, paru aux éditions du Seuil en 2021, l'écrivain David Diop met en scène un jeune botaniste qui vers 1750 explore le Sénégal, où à l'île de Gorée il découvre un peuple, une langue, et l’horreur de l’esclavage. L'histoire s'inspire du manuscrit, tenu secret jusqu’à sa mort en 1806 du célèbre botaniste Michel Adanson, ce dernier ayant rendu hommage à la langue wolof, dans laquelle les Sénégalais selon lui « entassent tous les trésors de leur humanité : leur croyance dans l’hospitalité, la fraternité, leurs poésies, leur histoire, leur connaissance des plantes, leurs proverbes et leur philosophie du monde ».

### Musique
Le groupe sénégalais Lemzo Diamono, actif entre 1990 et 1998, fait parfois usage de paroles en wolof. On peut entendre du wolof dans la chanson à succès 7 Seconds de Youssou N'Dour et Neneh Cherry, sortie en 1994. La chanson Tassez-vous de d'là, du groupe Les Colocs, sortie dans les années 1990, fait aussi usage de paroles en wolof. La chanteuse sénégalaise Julia Sarr chante en wolof dans son album Set Luna en 2005. Actif dans les années 2000 et 2010, le chanteur et percussionniste sénégalais Latyr Sy chante en plusieurs langues dont le wolof.

### Cinéma
Le cinéma des pays de langue wolof (cinéma sénégalais et cinéma mauritanien comprend des films tournés dans cette langue. Le réalisateur Ousmane Sembène évoque le Sénégal dans plusieurs de ses films : Emitaï (1971) revient sur le traitement des Sénégalais par les Français durant la seconde guerre mondiale ; Faat Kiné évoque la société sénégalaise de l'an 2000.
Mais le wolof s'entend aussi dans des films d'autres pays évoquant des personnages de langue wolof un peu partout dans le monde. Little Senegal, film franco-germano-algérien réalisé par Rachid Bouchareb en 2001, a pour personnage principal un Sénégalais qui part aux États-Unis sur les traces de ses ancêtres esclaves et découvre la communauté sénégalaise de Harlem. Biutiful, film mexicano-espagnol réalisé par Alejandro González Iñárritu en 2010, se déroule à Barcelone en Espagne mais met en scène des immigrés pauvres, notamment sénégalais. L'un des personnages principaux du docu-fiction politique Indignados, en 2012, est de langue wolof.
En terme de films historiques, Ni chaînes, ni maîtres (2024) met en scène des esclaves de l'isle de France (l'île Maurice) s'exprimant en wolof.

### Série télévisée
Maîtresse d'un homme marié, un feuilleton télévisé sénégalais en wolof, est diffusé depuis le 25 janvier 2019 et est devenu un phénomène de société au Sénégal et dans la diaspora sénégalaise.

#### Ouvrages anciens
- Principes de la langue wolofe par les Missionnaires de la Congrégation du S. Esprit et du Saint Cœur de Marie, Dakar, Imprimerie de la Mission, 1858
- Guide de la conversation en quatre langues français-volof-anglais-serer, Saint Joseph de Ngasobil, Imprimerie de la Mission, 1880
- Armand-Pierre Angrand, Guide élémentaire destiné aux européens (Manuel Français-Wolof, avant-propos de Théodore Monod)
- Abbé P.D. Boilat, Grammaire de la langue Woloffe, Paris, Imprimerie Impériale, 1858
- Jean Dard, Dictionnaire français-wolof et français-bambara, suivi du dictionnaire wolof-français, Paris, Imprimerie royale, 1825
- Jean Dard, Grammaire Wolofe ou méthode pour étudier la langue des noirs en Sénégambie suivie d'un appendice, Paris, Imprimerie royale, 1826
- L. Descemet, Recueil d'environ 1.200 phrases françaises usuelles : avec leur traduction en regard en Ouolof de Saint-Louis, Saint-Louis, Imprimerie du gouvernement, 1864
- Louis Léon César Faidherbe, Vocabulaire d'environ 1,500 mots français avec leurs correspondants en ouolof de Saint-Louis, en poular (toucouleur) du Fouta, en soninké (sarakhollé) de Bakel, 1864, Saint-Louis, Imprimerie du Gouvernement, 1864, 70 p.
- Louis Léon César Faidherbe, Langues sénégalaises : wolof, arabe-hassania, soninké, sérère, notions grammaticales, vocabulaires et phrases, E. Leroux, 1887, 267 p.
- V.J. Guy, Grand Dictionnaire français-volof, Saint Joseph de Ngasobil, Imprimerie de la Mission, 1890
- Alois Kobés, Grammaire de la langue Volofe, Saint-Joseph de Ngasobil, Imprimerie de la Mission, 1869
- Abbé Lambert (curé de Gorée), Grammaire ouolove, Paris, 1842
- Jacques François Roger, Recherches philosophiques sur la langue ouolofe suivies d'un vocabulaire abrégé français-ouolofe, Paris, Dondey-Dupré, 1829
- R. P. L. Speisser, Grammaire élémentaire de la langue volofe, Saint-Joseph de Ngasobil, Imprimerie de la Mission, 1888

#### Ouvrages contemporains
- Mamadou Cissé, Dictionnaire Français-Wolof, Le Pré Saint-Gervais, L'Asiathèque, 2004, 3e éd. (1re éd. 1998), 386 p. (ISBN 978-2-915255-11-9)
- Mamadou Cissé, Éléments de grammaire wolof, Nouvelles éditions de la Francographie, Paris, 1995
- Mamadou Cissé, « Langue, État et société », Sudlangues, no 5, 2005, [lire en ligne]
- Mamadou Cissé, « Écrits et écritures en Afrique de l'Ouest », Sudlangues, no 6, 2006, [lire en ligne]
- Donal Cruise O'Brien, « Langue et nationalité au Sénégal : l'enjeu politique de la wolofisation », L'Année africaine, 1979, p. 319-335
- Pathé Diagne, Structure interne du walaf contemporain (Texte walaf) s.l., n.d., Dakar, 1967, 106 p.
- Pathé Diagne, Manuel d'initiation au wolof moderne, Dalar, Imprim. Occident. F. Sanchez, Université de Dakar, s.d. 1970 ?, 164 p.
- Pathé Diagne, Grammaire de Wolof moderne, Paris, Présence africaine, 1971, 229 p.
- Aram Diop, Maurice Calvet et Oumar Ben Khatab Dia, Les cent et les quinze cents mots les plus fréquents de la langue wolof, Dakar, Centre de Linguistique appliquée, 1971, 51 p.
- Jean-Léopold Diouf, Dictionnaire bilingue Wolof-Français, Paris, Éditions Karthala, 2003
- Khadiyatoulah Fall, L'univers culturel de l'enfant wolophone de Dakar d'après la disponibilité des concepts dans la langue maternelle et la langue d'enseignement : Cas du wolof et du français, Université de Laval, Québec, 1975 (M. A.)
- Yoro K. Fall, « Les Wolof au miroir de leur langue : quelques observations », in Jean-Pierre Chrétien et Gérard Prunier (dir.), Karthala, 2003 (2e éd.), p. 117-122  (ISBN 2-84586-389-6)
- Michael Franke (adaptation française de Jean Léopold Diouf et Konstantin Pozdniakov), Le Wolof de poche, Assimil (kit de conversation = livre + CD audio), 2004
- Michel Malherbe et Cheikh Sall, Parlons wolof : langue et culture, L'Harmattan, 1989, 181 p.  (ISBN 9782738403834)
- Ahmed Khalifa Niasse, Dynamique du Wolof, Sources, Emprunts et, Etymologies, IFAN, 2012
- Ahmed Khalifa Niasse, La place centrale du français dans les héritages linguistiques du wolof, L'Harmattan, 2014, 106 p.  (ISBN 9782336362281)
- Ahmed Khalifa Niasse, Le Jolfo ou wolof senegalensis : origine et héritages, L'Harmattan, 2014, 242 p.  (ISBN 9782296998742)
- Cheikh Tidiane Ndiaye, L’alternance codique wolof-arabe au Sénégal : approche sociolinguistique, 2019. Lire en ligne

### Filmographie
- Léopold Sédar Senghor à propos du bilinguisme au Sénégal, extrait d'interview diffusé par l'ORTF le 1er juin 1974 (54 s.), en ligne sur le site de l'INA